# Modern Times Group

Ehemaliges Logo der Modern Times Group

Modern Times Group MTG AB ist ein schwedischer Medienkonzern mit Sitz in Stockholm, der in Skandinavien, Mittel-, Südost- und Osteuropa aktiv ist. Die Aktie des Unternehmens ist im OMX Stockholm 30 an der Stockholmer Börse notiert. MTG wurde aus den Medienbeständen der Investmentgesellschaft Kinnevik gegründet, die 1997 an die Aktionäre der Gesellschaft verteilt wurde. Heute ist MTG eine strategische und operative Investmentholding, die ein rein aus Spielefirmen bestehendes Portfolio verwaltet, darunter InnoGames und Kongregate.
Kinnevik verteilte die MTG-Aktien 2018 an seine Aktionäre und 2019 verteilte MTG nach der strategischen Umwandlung in ein globales digitales Unterhaltungsunternehmen Aktien der neu gegründeten Nordic Entertainment Group an seine Aktionäre.

## Geschichte
Am 31. Dezember 1987 startete in Schweden TV3 als erster kommerzieller TV-Sender in Skandinavien. Im Jahre 1988 begann der Sendebetrieb in Dänemark und Norwegen. Im Jahr darauf startete der Pay-TV-Sender TV1000 und der TV-Shop. Am 1. Mai 1992 begann ZTV den Sendebetrieb und 1994 TV6.
2007 erwarb MTG 50 Prozent der Geschäftsanteile der Balkan Media Group Limited, zu der die vier Diema-Sender, die zwei Television-MM-Sender zu 66 Prozent und der Fernsehanbieter TV ERA gehören.
Im März 2009 gab MTG eine Vereinbarung bekannt, wonach die Vermögenswerte der Balkan Media Group Limited mit der neu erworbenen Nova Television zur Nova Broadcasting Group fusionieren soll.
Am 29. Februar 2012 wurde der Sendebetrieb des slowenischen Senders TV3 eingestellt.
Im Jahr 2015 erwarb Sony Pictures Television die ungarischen Viasat-Kanäle (Viasat 3, TV6 (heute Viasat 6)) von MTG.
Im Juli 2015 erwarb MTG 51 % der Anteile des niederländischen digitalen Netzwerkunternehmens Zoomin.TV.
Im Oktober 2015 verkauft MTG russische und internationale Pay-TV-Kanäle (Fakten-, Film- und Sportkanäle in Russland. TV1000 und überregionale Faktenkanäle auf internationaler Ebene) an Baring Vostok Company in International und LLC Sinerdzhi in Russland.
Im Dezember 2015 verkaufen die MTG und die Minderheitsaktionäre 75 % der CTC Media an die UTH Holding in Russland.
Im Dezember 2016 verkaufte MTG sein afrikanisches Geschäft (Viasat 1 (Ghana), TV1 (Tansania) und Modern African Production (MAP)) an die Econet Media Group.
Bis 2017 betrieb MTG auch die Fernseh- und Hörfunksender der TV3 Group in den baltischen Staaten, die dann an die Investmentgesellschaft Providence Equity Partners verkauft wurden.
Im Januar 2017 gab MTG bekannt, dass die FTV Prima Holding (Prima TV) an Denemo Media (Teil der GES GROUP) verkauft wird. Im April 2017 wurde die Transaktion abgeschlossen.
Im Februar 2018 wurde der Zusammenschluss des MTG-Geschäfts in Skandinavien (MTG Nordic Entertainment und MTG Studios) mit der TDC Group vorgeschlagen.
Im März 2018 zieht der Verwaltungsrat der TDC Group seine Empfehlung zum Zusammenschluss mit MTG Nordics zurück. Modern Times Group (MTG) wird in zwei Unternehmen aufgeteilt: Nordic Entertainment Group (MTG Nordic Entertainment, MTG Studios und Splay Networks) und neue MTG Unternehmen (MTGx).
Im Mai 2018 übernahm MTG Zoomin.TV komplett.
Im Juni 2018 fusionierten die Unternehmen Splay Networks und Nice One der Nordic Entertainment Group mit dem neuen Unternehmen SplayOne.
Im März 2019 ist die Trennung zwischen MTG und Nordic Entertainment Group abgeschlossen und die Nordic Entertainment Group ist als separates Unternehmen an der Nasdaq Nordic Large Cap notiert.
Im April 2019 verkaufte MTG seine 95-prozentige Beteiligung an der bulgarischen Nova Broadcasting Group („Nova“) an die bulgarische Advance Media Group.
Im Oktober 2019 verkaufte MTG Zoomin.TV an Azerion komplett.
Im Januar 2022 gab MTG bekannt, seine Anteile an der ESL für 1,05 Milliarden USD verkauft zu haben und sich fortan auf Investitionen in reine Spielefirmen fokussieren zu wollen.

## Geschäftsfelder

### Spielefirmen
Im Jahr 2016 erwarb MTG 35 % der Anteile des deutschen Spieleentwicklungsunternehmen InnoGames. Am 2. Mai 2017 erhöhte MTG seinen Anteil an InnoGames auf 51 %. Am 20. Juni 2017 wurde die Komplettübernahme des in den USA ansässigen Spieleverlags Kongregate durch MTG für über 55 Millionen US-Dollar abgeschlossen.
Weitere Spielefirmen im Portfolio von MTG sind Hutch (England), PlaySimple (Indien) und Ninja Kiwi (Neuseeland).

### Ehemals E-Sport
Im November 2015 wurde bekannt, dass MTG 100 % der Anteile der DreamHack gekauft hat. Bereits einige Monate zuvor hatte die Gruppe auch mit 74 % die Mehrheit an der Electronic Sports League (ESL) erworben. Sowohl die DreamHack als auch die ESL zählen – Stand 2015 – zu den international bedeutendsten Organisatoren von e-Sport-Turnieren. MTG fusionierte die ESL und Dreamhack zu „ESL Gaming“, verkaufte diese jedoch 2022 wieder.